# 山本あり
山本 あり（4月11日 - ）は東京都大田区出身の漫画家、イラストレーター。高校在学中に調理師免許を取得。桑沢デザイン研究所卒業。『晩ごはんおかずリレー』でデビュー。
グルメ、パン、旅に関するエッセイ漫画を中心としている。

## 人物
- ニケという名前の猫を飼っている。
- デビュー前、一時期メーカーの会社員をしていた。
- 旅好きで旅先では必ず現地のパン屋を訪れ、おいしいパンを探して世界中を巡っている[2]。これまでパンのために訪れた国はフィンランド、デンマーク、ドイツ、フランス、イギリス、チュニジア、厦門(中国)、台湾、アメリカ合衆国、メキシコ、キューバ、スリランカ、オーストリア。
- 著作は中国語、韓国語に翻訳されている[3]
- ネスレ、JTB、日立製作所 、韓国観光公社、リクルートなどタイアップ漫画も多い[4]

## 作品リスト

### 著書
- 『晩ごはんおかずリレー』（KADOKAWA メディアファクトリー） ISBN 978-4-8401-3808-6
- 『自宅で手軽に燻製生活のススメ♪』（KADOKAWA メディアファクトリー） ISBN 978-4-8401-5269-3
- 『まんぷく横浜』（KADOKAWA メディアファクトリー） ISBN 978-4-04-066771-3
- 『まんぷく横浜 元町・中華街』（KADOKAWA メディアファクトリー） ISBN 978-4-04-067453-7
- 『やっぱりパンが好き！』[5]（イースト・プレス） ISBN 978-4-7816-0761-0
- 『世界ぱんぱかパンの旅〈北欧編〉』（イースト・プレス） ISBN 978-4-7816-1145-7
- 『世界ぱんぱかパンの旅〈ロンドン編〉』[6]（イースト・プレス） ISBN 978-4-7816-1367-3
- 『パンは呼んでいる』[7]（ガイドワークス） ISBN 978-4-86535-475-1
- 『ねこはなんにもなやまない』[8]（イースト・プレス） ISBN 978-4-7816-1543-1
- 『京都ご当地サンドイッチめぐり』（産業編集センター） ISBN 978-4-86311-212-4
- 『アメリカ横断　我ら夫婦ふたり旅』[9]（産業編集センター）ISBN 978-4-86311-264-3
- 『冷蔵庫のアレ、いつ使うの?』（幻冬舎コミックス） ISBN 978-4-344-84716-3
- 『今日もゆるっとひとり飲み』(幻冬舎コミックス) ISBN 978-4-344-85040-8
- 『明日晴れたら、日帰り旅行へ』(平凡社) ISBN 978-4-582-63072-5

### 共著
- 『不器用な私が家族を笑顔にする魔法のレシピを作れるようになったわけ たっきーママの人生を変えたレシピ』（KADOKAWA メディアファクトリー）ISBN 978-4-04-065437-9 奥田和美（原著）
- 『旅が好きだ！ 21人が見つけた新たな世界への扉（14歳の世渡り術）』（河出書房新社）ISBN 978-4-309-61723-7
- 『たんぱく質を食べたら27kgやせた!! マンガでわかる ゆるプロテインダイエット』（KADOKAWA）ISBN 978-4-04-897120-1 つむらみお（著） - 漫画担当[10]
- 『パンラボ&comics 漫画で巡るパンとテロワールな世界』(ガイドワークス) ISBN 978-4865353945 パンラボ編
- 『パンラボ&comics2 京都・国立・フランスの農家パン、漫画で紡ぐパンと作り手と小麦の世界』（ガイドワークス）ISBN 978-4865354515 パンラボ編
- 『風水で開運部屋になりました。』(ナツメ社)ISBN 978-4816376429 紫月香帆(監修)
- 『ご自愛サウナライフ』(KADOKAWA ）ISBN 978-4046069269 清水みさと（企画・原案)

### 連載
- ダ・ヴィンチニュース『つくってみた』
- マトグロッソ（イースト・プレス）『ねこはなんにもなやまない』2017年3月[11] - 、『やっぱりパンが好き！プチ』
- コミックエッセイ劇場（KADOKAWA メディアファクトリー）『自宅で手軽に燻製生活のススメ♪』、『秋田に移住するってありかもしれない！』
- 東京ウォーカー[12]（KADOKAWA）『〜今宵もほろ酔い一人呑み〜一杯だけおじゃまします』
- たそがれ食堂（幻冬舎コミックス）『冷蔵庫のアレ、いつ使うの？』
- たそがれ食堂（幻冬舎コミックス）『ひとり飲みの帰り道』
- PHPくらしラク〜る(PHP研究所)『家事手伝い(かじてつ)ニケちゃん』

#### アンソロジー参加作品
- 『このマンガがすごい！Comics ビール大好き！』(宝島社)
- 『このマンガがすごい！Comics カレー大好き！』(宝島社)

## ラジオ
- Spraya Enjoy Natural Style (J-WAVE)
- Lovely Day (FMヨコハマ)
- ANA WORLD AIR CURRENT(J-WAVE)
- RADIO DONUTS (J-WAVE)